# Xã Marion, Quận Ouachita, Arkansas
Xã Marion (tiếng Anh: Marion Township) là một xã thuộc quận Ouachita, tiểu bang Arkansas, Hoa Kỳ. Năm 2010, dân số của xã này là 764 người.